# 帕內加冰川
62°32′25″S 60°06′49″W / 62.54028°S 60.11361°W

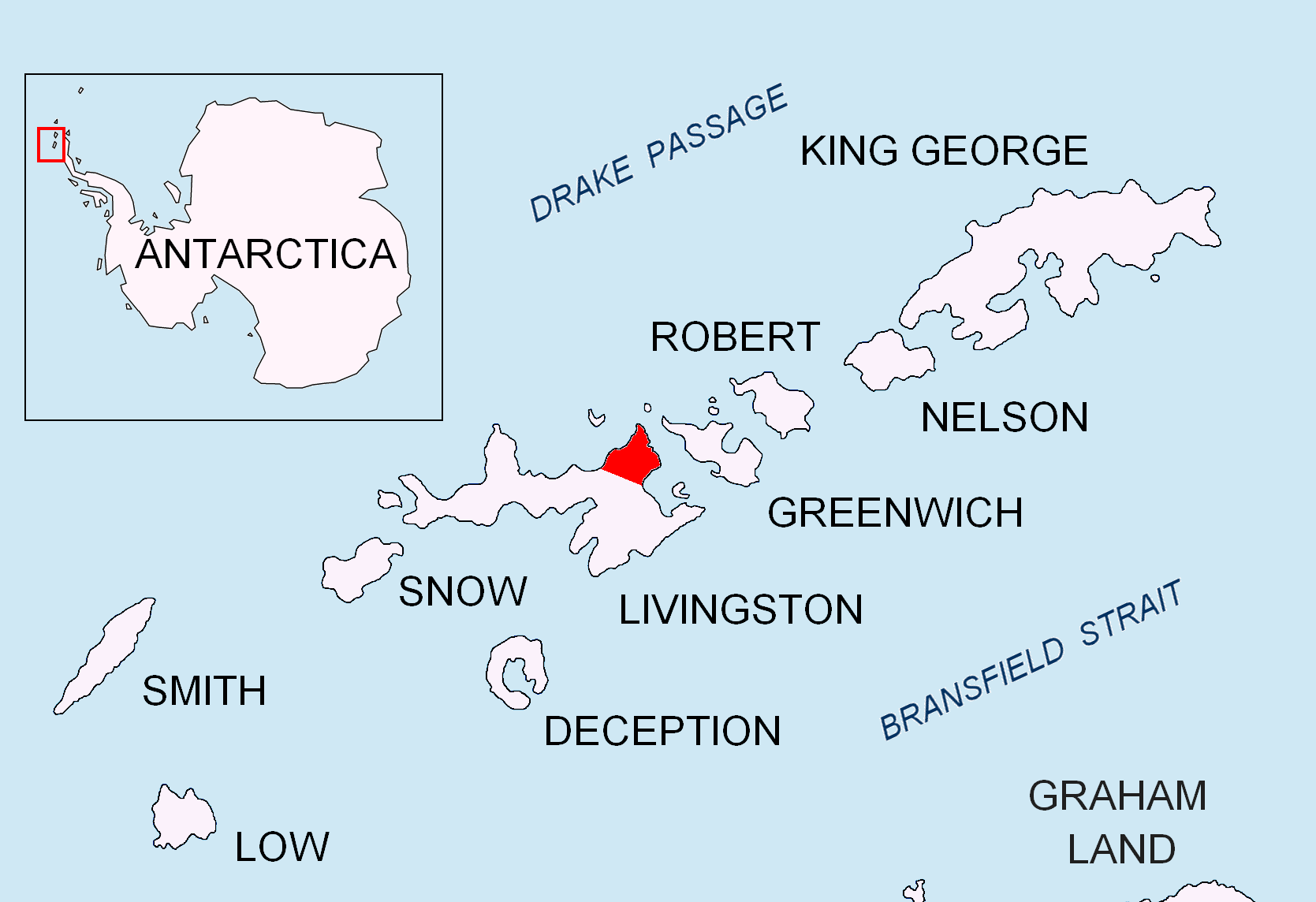

帕內加冰川是南極洲的冰川，位於南設得蘭群島中利文斯頓島的瓦爾納半島，最終在赫利斯冰原島峰和珀佩雷克海穹之間注入月灣。

## 外部連結
- SCAR Composite Antarctic Gazetteer（页面存档备份，存于）.